# 鈴木基之 (情報工学者)
鈴木 基之（すずき もとゆき）は、日本の情報工学者。大阪工業大学情報科学部情報メディア学科教授。工学博士（東北大学）。第一種情報処理技術者。電子情報通信学会ソサイエティ論文誌編集委員会査読委員。情報処理学会論文誌査読委員。日本音響学会関西支部評議員。元電子情報通信学会音声研究専門委員会幹事。元システム制御情報学会編集委員会委員。
主な専門は、知能情報学・感性情報処理（特に、音声認識・対話）、音楽・音響情報処理など。

## 経歴
1993年東北大学工学部情報工学科を卒業。1995年同大学大学院工学系研究科電気・通信工学専攻修士課程修了後、同大学院工学系研究科電気・通信工学専攻博士課程退学、のちに工学博士（東北大学）。2008年まで東北大学大型計算機センター、情報シナジーセンター、大学院工学研究科にて助手。その間、2006年にはエジンバラ大学音声技術研究センター客員研究員も務めた。2008年徳島大学大学院ソシオテクノサイエンス研究部准教授を経て、2012年に大阪工業大学情報科学部に着任。2023年現在、同学部情報メディア学科教授。 
主な所属学会は、電子情報通信学会、情報処理学会 、日本音響学会、システム制御情報学会など。主な受賞は、電子情報通信学会情報・システムソサイエティ活動功労賞、11th International Conference on Natural Language Processing and Knowledge Engineering Best paper award（NLPKE2016国際学会）など。
主な著書は、発見科学とデータマイニング（共著、共立出版2000、学術書）、生体情報計測による感情の可視化技術（共著、技術情報協会2020、学術書）。

## 主な研究
- 実ロボット用音声対話システム開発環境の構築
- GPSR向け音声対話システムにおける対話管理
- 畳み込み再帰型ニューラルネットワーク(CRNN)を用いた特徴量の正規化による多言語対応感情識別法の高精度化
- ディープニューラルネットワーク(DNN)を用いた言語非依存感情特徴量の抽出
- 音楽の自動擬音語変換を用いたクラシック音楽用検索システムの開発

主な国際会議での発表は、
- INTERSPEECH 2019 (グラーツ)：「Lyrics recognition from singing voice focused on correspondence between voice and notes 」
- International Conference for Top and Emerging Computer Scientists 2017 (台北)：「Lyrics recognition from singing voice focused on note boundary」
- APSIPA Annual Summit and Conference 2015 (香港)：「Spot-forming method by using two shotgun microphones」

日本最大級の無料オンライン大学講座JMOOCで「Javaによるオブジェクト指向プログラミング 」の認定講座の講師も担当し、一般人向けのオープンな講座公開を通じたプログラミングの認知向上に貢献している。